# Paecilaema medianum
Paecilaema medianum is een hooiwagen uit de familie Cosmetidae.